# Mariana, Mariana
Mariana, Mariana es una película mexicana de 1987, basada en la novela Las batallas en el desierto de José Emilio Pacheco. Fue iniciada por el director José Estrada. Sin embargo, a unos cuantos días de iniciar el rodaje, Estrada falleció, impidiéndole terminar el rodaje, que quedó en manos de Alberto Isaac.

## Argumento
Ciudad de México, 1948. Carlitos es el hijo menor de una familia originaria de Guadalajara que se ha establecido en la elegante Colonia Roma, refugio de las clases medias de todo el país que llegan a la capital en busca del progreso económico. Mientras el padre aprende inglés para enfrentar a la competencia norteamericana, la madre intenta usar la aspiradora sin acabar de acostumbrarse a su nueva vida. La llegada de Jim, un niño nacido en los Estados Unidos, provoca en Carlitos una mezcla de curiosidad y admiración. El pequeño rubio vive en un moderno departamento, merienda cereal flying saucers (platillos voladores) con kétchup y tutea con gran naturalidad a Mariana, su joven madre. Frente al atractivo y la ternura de esta bella mujer, Carlitos experimentará emociones que jamás había sentido y que quizás nunca volverá a sentir con tanta intensidad.

## Reparto
| Actor                | Personaje                |
| -------------------- | ------------------------ |
| Pedro Armendáriz Jr. | Carlos                   |
| Elizabeth Aguilar    | Mariana                  |
| Saby Kamalich        | Madre                    |
| Aarón Hernán         | Padre                    |
| Luis Mario Quiroz    | Carlitos                 |
| Juan Carlos Andrews  | Jim                      |
| Gerardo Quiroz       | Héctor                   |
| José Luis Cruz       | Profesor Mondragón       |
| Adolfo Olmos         | Rosales                  |
| Jun Kawabe           | Toru                     |
| Cuautli Arau         | Alberto                  |
| Salvador Rodríguez   | Ayala                    |
| Andrés Sánchez       | Alcaraz                  |
| Julio Monterde       | Director de la escuela   |
| Fernando Palavicini  | Rosales                  |
| Héctor Ortega        | Cura                     |
| Ignacio Retes        | Psicólogo                |
| Ángeles González     | Psicóloga                |
| Isabel Andrade       | Isabel                   |
| Mariana Luiselli     | Estelita                 |
| Dinorah Corti        | Rosa María               |
| Roberto Palazuelos   | Esteban, novio de Isabel |
| Corina Mendoza       | Clara                    |
| Jorge Rocha          | Señor                    |
| Agustín Silva        | don Sindulfo, conserje   |
| Alejandro Ripstein   | Amigo de Héctor          |
| Bruno Bichir         | Amigo de Héctor          |
| Yamil Atala          | Amigo de Héctor          |
| María Luisa Coronel  | Portera                  |
| Lorena Shelley       | Mujer II                 |
| Alfredo Rosas        | Portero                  |
| Rubén Márquez        | Doliente                 |
| Eugenia Leñero       | Doliente                 |
| Ernesto Gómez Cruz   | Jardinero                |

## Premios y nominaciones

### Premio Ariel(1988)
| Categoría                   | Persona                    | Resultado |
| --------------------------- | -------------------------- | --------- |
| Mejor Película              | Mejor Película             | Ganadora  |
| Mejor Director              | Alberto Isaac              | Ganador   |
| Mejor Actriz                | Elizabeth Aguilar          | Nominada  |
| Mejor Coactuación Masculina | José Luis Cruz             | Nominado  |
| Mejor Coactuación Femenina  | Saby Kamalich              | Ganadora  |
| Mejor Guion Cinematográfico | Luis Estrada Alberto Isaac | Ganadores |
| Mejor Fotografía            | Ángel Goded Daniel Lopeź   | Nominado  |
| Mejor Edición               | Carlos Savage              | Ganador   |
| Mejor Música                | Carlos Warman              | Nominado  |
| Mejor Ambientación          | Jorge Morales Ana Sánchez  | Ganadores |
| Mejor Escenografía          | Javier Rodríguez           | Ganador   |
| Mejor Actor de Cuadro       | Héctor Ortega              | Ganador   |
| Premio Especial             | Luis Mario Quiroz          | Ganador   |